# 4821 Б'януччі
4821 Б'януччі (4821 Bianucci) — астероїд головного поясу, відкритий 5 березня 1986 року.
Тіссеранів параметр щодо Юпітера — 3,191.